# Ascona

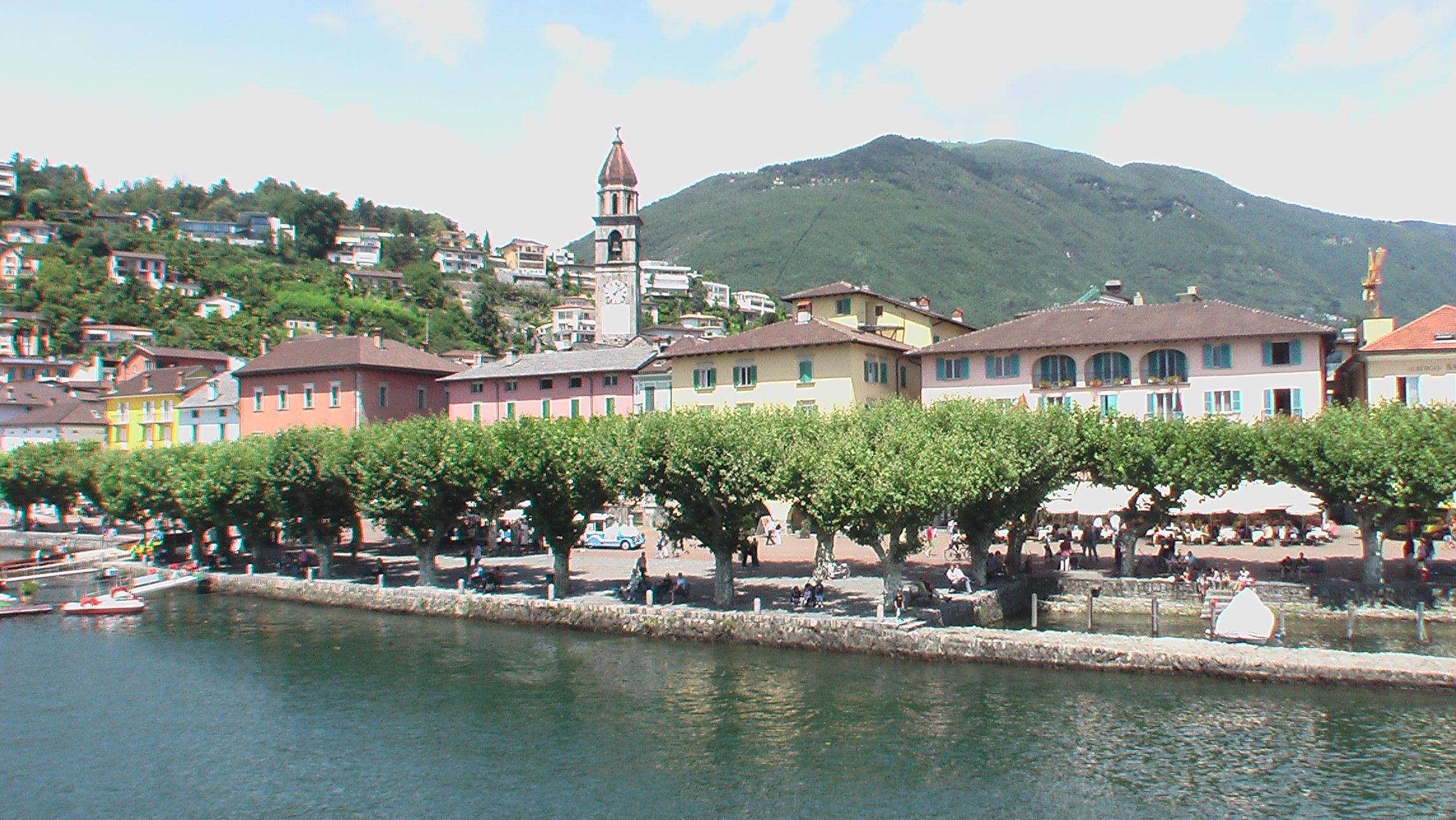
Ascona

Ascona é uma comuna da Suíça, no Cantão Tessino, com 5.489 habitantes. Estende-se por uma área de 5,0 km², de densidade populacional de 1.016 hab/km². Confina com as seguintes comunas: Brissago, Intragna, Locarno, Losone, Ronco sopra Ascona, San Nazzaro. 
Está localizada às margens do Lago Maggiore.
A língua oficial nesta comuna é o Italiano.
Ascona é um aglomerado de pescadores com delicioso sabor italiano, nas margens do lago Maggiore. No Verão é realizado o enorme e atractivo Festival de Cinema de Locarno, a 15 minutos de Ascona. Também alberga o Monte Verità, onde nos finais do século XIX se estabeleceu uma comuna naturista e feminista que foi visitada por Hermann Hesse e Carl Gustav Jung, entre outros. 

O restaurante La Casetta do hotel Eden Roc é uma espécie de ilha no médio da beleza natural do lago Maggiore. Uma nota curiosa é que neste restaurante tiveram lugar durante a II Guerra Mundial importantes encontros entre os aliados e o Alto Comando alemão para pôr fim à guerra em Itália.